# Hinacourt
Hinacourt ist eine französische Gemeinde mit 28 Einwohnern (Stand 1. Januar 2022) im Département Aisne in der Region Hauts-de-France (vor 2016 Picardie). Sie gehört zum Arrondissement Saint-Quentin, zum Kanton Ribemont und zum Gemeindeverband Val de l’Oise.

## Geografie
Die Gemeinde Hinacourt liegt auf einem Plateau zwischen den Flusstälern von Somme und Oise, zehn Kilometer südlich von Saint-Quentin. Nachbargemeinden von Hinacourt sind Essigny-le-Grand im Norden, Benay im Nordosten und Osten, Ly-Fontaine im Südosten und Süden sowie Gibercourt im Südwesten und Westen.

## Bevölkerungsentwicklung
| Jahr                       | 1962 | 1968 | 1975 | 1982 | 1990 | 1999 | 2011 | 2022 |
| Einwohner                  | 76   | 67   | 62   | 62   | 46   | 41   | 33   | 28   |
| Quellen: Cassini und INSEE |      |      |      |      |      |      |      |      |

## Sehenswürdigkeiten

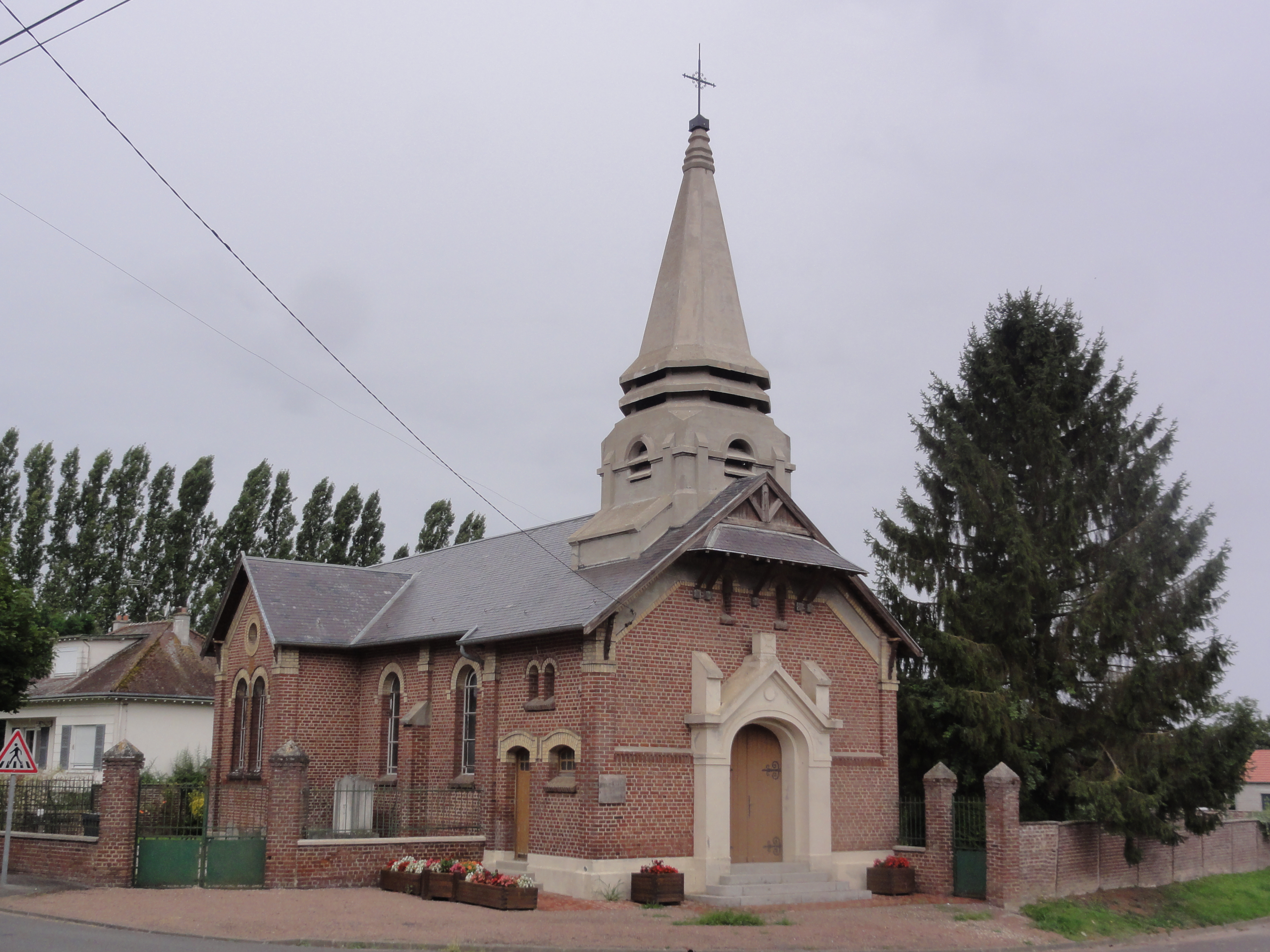
Kirche Sainte-Marie und Himmelfahrt
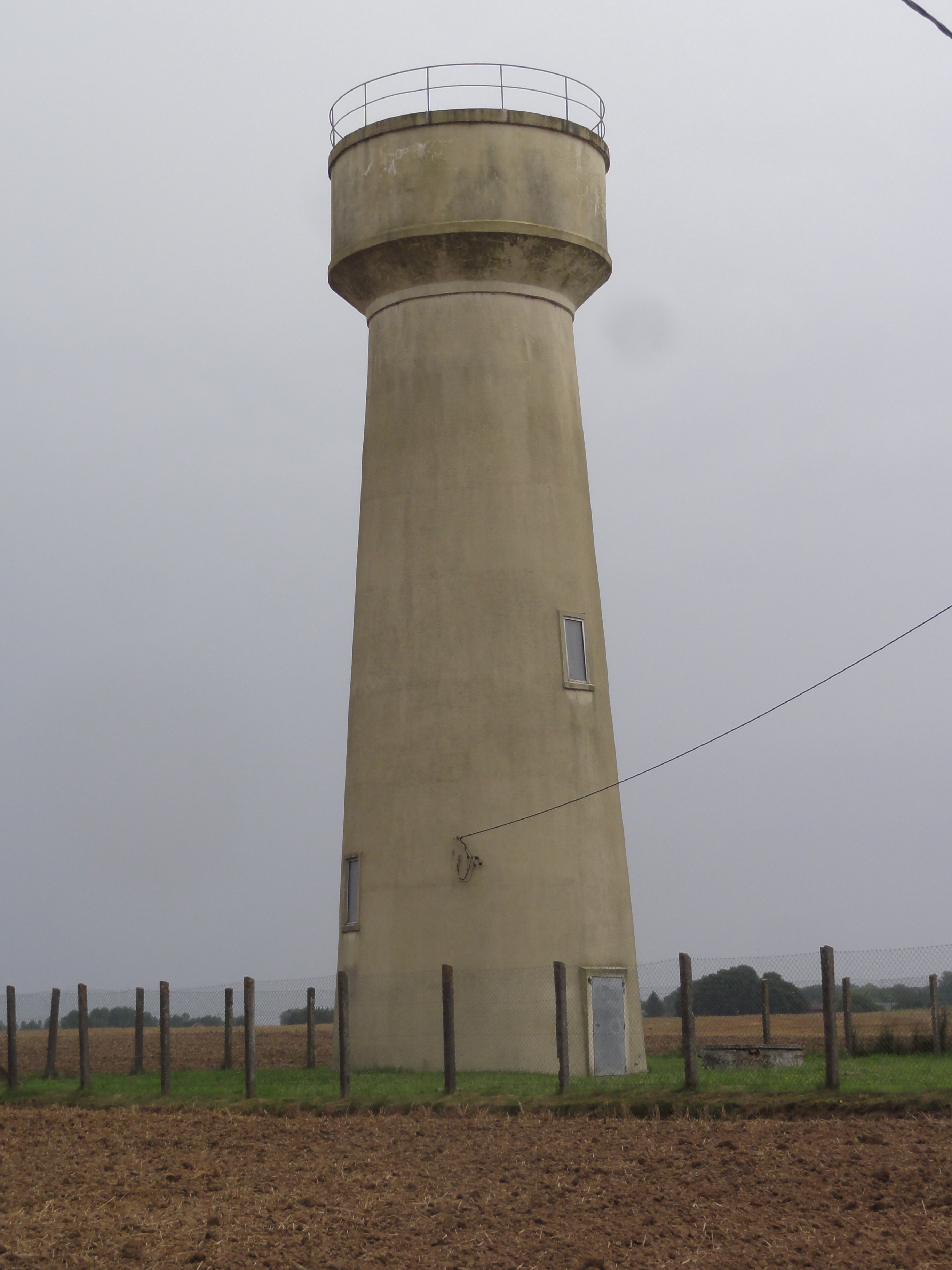
Wasserturm

- Kirche Sainte-Marie und Himmelfahrt
- Wasserturm